# Passaporte norte-coreano
O passaporte da República Popular Democrática da Coreia é o passaporte que pode ser emitido para cidadãos da Coreia do Norte, para viagens internacionais. Visto que a maioria dos norte-coreanos não tem oportunidade de deixar seu país, estes passaportes raramente são emitidos.

## História
Os passaportes norte-coreanos foram emitidos pela primeira vez na década de 1950 com passaportes em coreano, russo e chinês, enquanto que o passaporte atual está apenas em coreano e inglês.

## Aparência física
As capas dos passaportes da RPDC são em azul marinho com o Emblema Nacional da República Popular Democrática da Coreia estampado no centro. As palavras "조선민주주의인민공화국" (em coreano), e "DEMOCRATIC PEOPLE'S REPUBLIC OF KOREA" (em inglês), estão inscritas acima do emblema; abaixo do emblema seguem as palavras "려권" e "PASSPORT".
Interessante notar que na RPDC, a palavra "passaporte" é escrito como 려권 (lyeogwon), enquanto no passaporte da RDC, a palavra "passaporte" é escrita como 여권 (yeogwon). Apesar de ambas as palavras serem sino-coreanas, escritas como 旅券, em hanja, a diferença ocorre devido a regras de pronúncia presentes apenas no Sul.

## Tipos de passaporte
- Um passaporte comum é um passaporte único que, após ter uma permissão especial, é entregue a norte-coreanos que visitam países estrangeiros por motivos oficiais, ou seja, esportes e competições acadêmicas, viagens de negócios. Passaportes comuns são retirados pelo Ministério das Relações Exteriores após o retorno à Coreia do Norte. A capa é azul marinho.
- Um passaporte oficial é emitido para o comércio e outros burocratas econômicos que viajam para o exterior. A capa é verde.
- Um passaporte diplomático é emitido para altos funcionários do Ministério das Relações Exteriores da Coreia do Norte, do Comitê Central do Partido dos Trabalhadores da Coreia do Norte e de outros escritórios subordinados do Partido dos Trabalhadores da Coreia . Para outros burocratas, apenas vice-ministros ou superiores podem receber um passaporte diplomático. A capa é vermelha.

Os passaportes oficiais e diplomáticos devem ser devolvidos e guardados no escritório do passaporte, de onde podem ser retirados para qualquer viagem ao exterior. Passaportes comuns nunca são emitidos sem permissão especial e todos os portadores devem solicitar um visto de saída para deixar legalmente o país.

## Páginas de identificação
Um passaporte da RPDC inclui duas páginas de identificação. A primeiro identifica o titular e inclui as seguintes informações:
- 1 Número do Passaporte
- 2 Nome por extenso (em escrita latina e coreana)
- 3 Data de nascimento (AA-MM-DD)
- 4 Local de nascimento
- 5 Nacionalidade (especificada como "coreana")
- 6 Duração da validade do passaporte (cinco anos)
- 7 Data de validade (AA-MM-DD)
- 8 Data de emissão (AA-MM-DD)

A segunda página é reservada para aprovações oficiais.

## Nota de passaporte
O passaporte contém a seguinte nota:

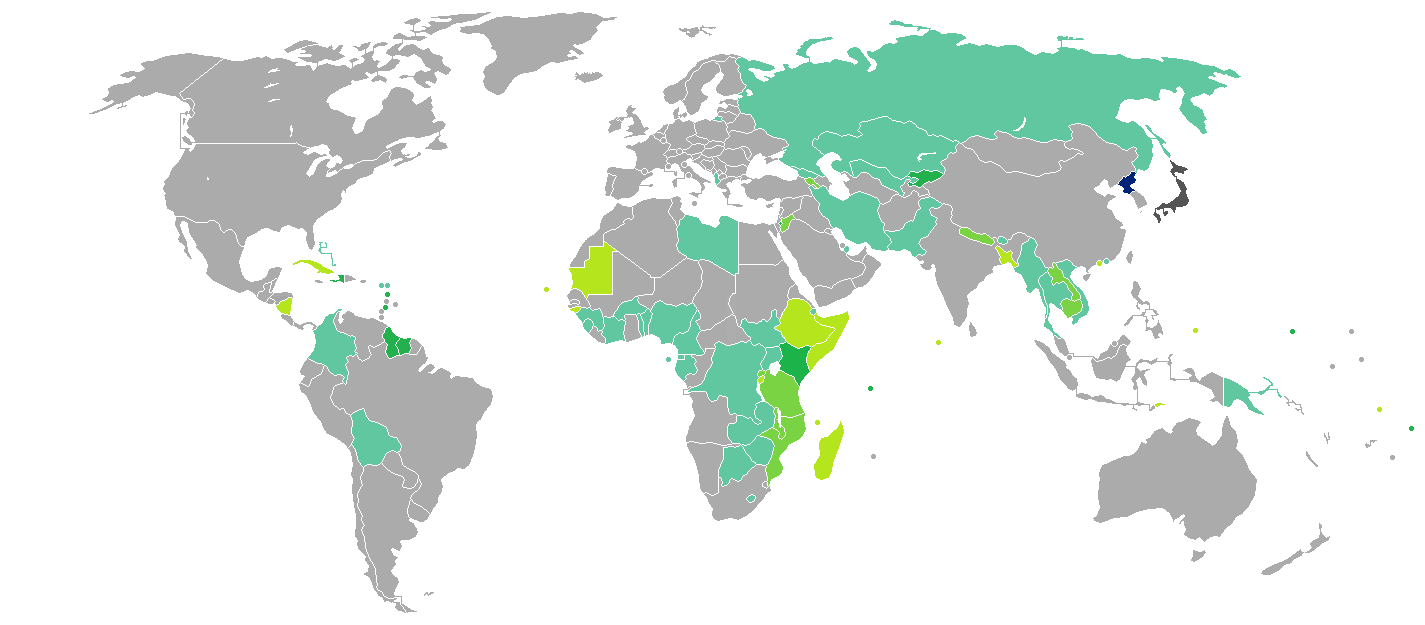
Requisitos de visto para cidadãos norte-coreanos
Coreia do Norte
Acesso sem visto
Visto na chegada
eVisto
Visto disponível na chegada ou online
Visto requerido

Em coreano:
이 려권소지자는 조선민주주의인민공화국의 보호를 받습니다. 이 려권소지자를 지장없이 통과시켜 주며 그에게 필요한 편의와 보호를 베풀어 줄것을 모든 관계자들에게 요청하는 바입니다.
Em português:
O titular deste passaporte está sob a proteção da República Popular Democrática da Coreia. Todos aqueles a quem possa interessar são solicitados a permitir que o portador passe livremente, sem letalidade ou impedimento, e a dar ao portador a assistência e proteção que for necessária.

## Galeria

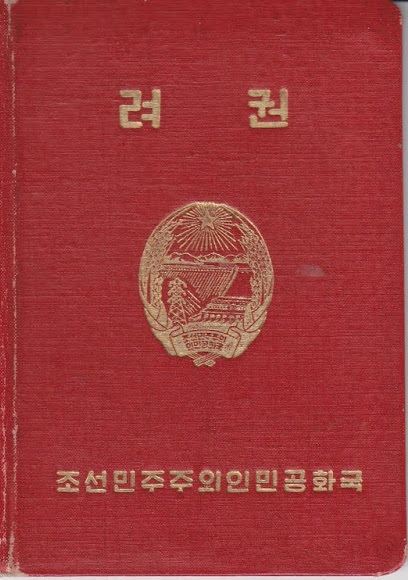
Passaporte da RPDC dos anos 1950
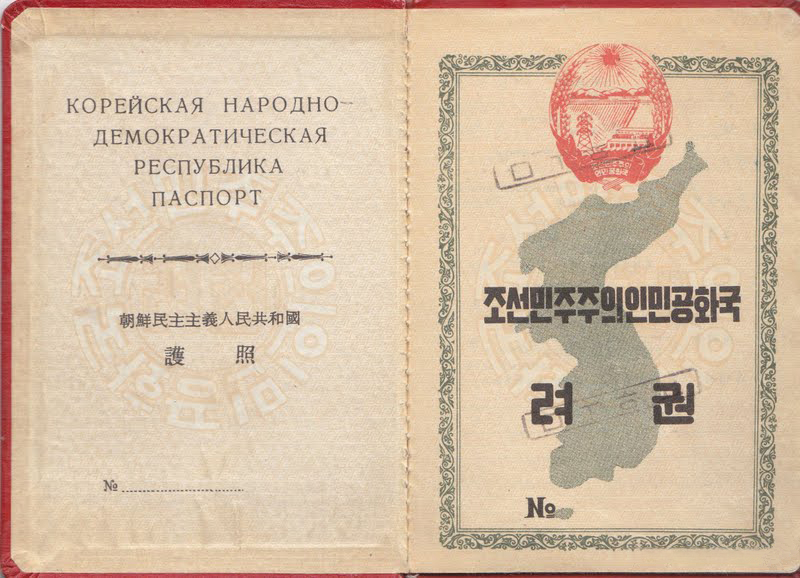
Passaporte da RPDC dos anos 1950, página interna
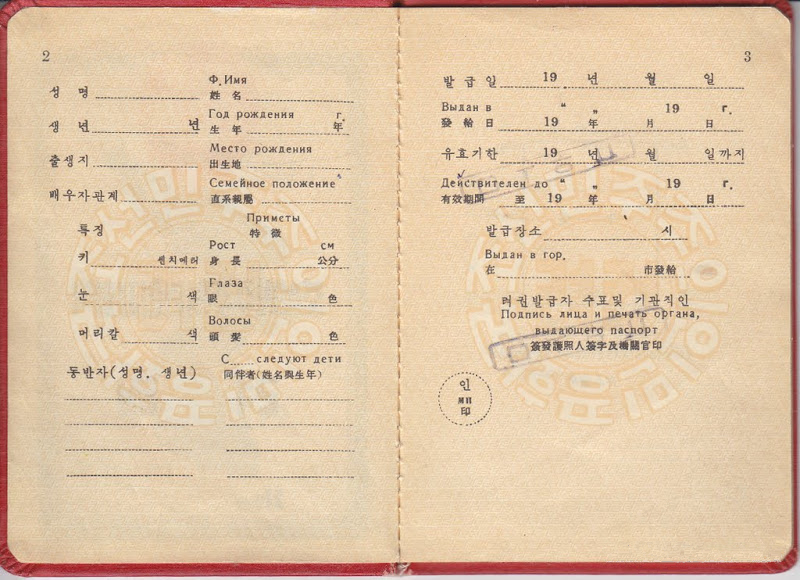
Passaporte da RPDC dos anos 1950, página de informações pessoais
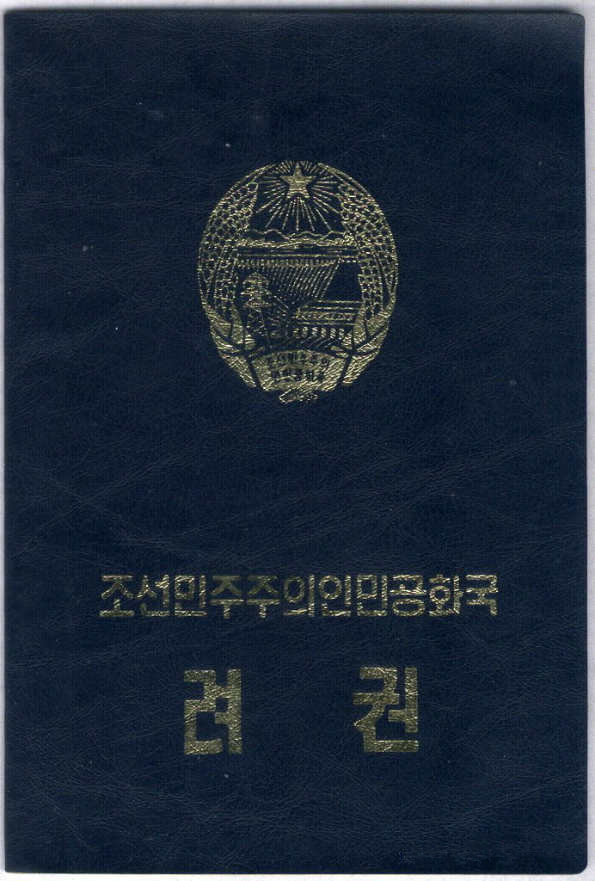
Capa do passaporte da edição dos anos 90